# (6342) 1993 VG
(6342) 1993 VG (1993 VG, 1976 JO6, 1988 WK, 1990 DG4) — астероїд головного поясу, відкритий 7 листопада 1993 року.
Тіссеранів параметр щодо Юпітера — 3,280.